# Linda Hammar
Linda Larsdotter Hammar, född 19 november 1972, är en svensk TV-personlighet.

## Biografi
Hammar är uppvuxen i Köping. Hon är dotter till lärarna Lars och Tiina Hammar samt syster till Filip Hammar. Hennes mor kommer från Estland och hennes far från Tomelilla.
Linda Hammar medverkar och är berättarröst i TV4:s programserie I en annan del av Köping som sänts i flera säsonger. Hammar medverkar och är berättarrösten i Välkommen till Köping som har sänts i 3 säsonger Aftonbladet utsåg henne till årets kvinna 2007.

## TV-program
- 2007–2010, 2017  I en annan del av Köping
- 2020 Välkommen till Köping